# Svetog Save
Svetog Save (en serbe cyrillique : Светог Саве) est une rue de Belgrade, la capitale de la Serbie, située dans la municipalité urbaine de Vračar.

## Parcours
La rue Svetog Save commence au croisement des rues Krušedolska et Katanićeva, sur le plateau de Vračar, à la hauteur de l'église Saint-Sava. Elle s'oriente dans une direction nord-nord-est et croise les rues Ohridska (à gauche) et Kneginje Zorke puis elle débouche sur la place de Slavija.

## Caractéristiques
L'ambassade du Vatican est située au n° 24 de la rue.
Le Théâtre Slavija (Pozorište Slavija) se trouve au n° 16.
L'Institut de transfusion sanguine de Serbie (en serbe : Institut za transfuziju krvi Srbije) est situé au n° 39 de la rue.
La Komercijalna banka Beograd, une banque serbe, a son siège siège social au n° 14 ; cette banque entre dans la composition du BELEX15, l'indice principal de la Bourse de Belgrade.
Les Hôtels Slavija A, Slavija B et Slavija Lux sont situés dans la rue, respectivement aux n° 1, 9 et 2.